# 1969 у хокеї з шайбою
Нижче наведені хокейні події 1969 року у всьому світі.

## Головні події
На чемпіонаті світу в Швеції золоті нагороди здобула збірна СРСР.
У фіналі кубка Стенлі «Монреаль Канадієнс» переміг «Сент-Луїс Блюз».

## Національні чемпіони
- Австрія: «Клагенфурт»
- Болгарія: ЦСКА (Софія)
- Данія: «Есб'єрг»

- Італія: «Гардена» (Сельва-ді-Валь-Гардена)
- Нідерланди: «Ден Гааг» (Гаага)
- НДР: «Динамо» (Вайсвассер)
- Норвегія: «Волеренга» (Осло)
- Польща: «Подгале» (Новий Тарг)
- Румунія: «Стяуа» (Бухарест)
- СРСР: «Спартак» (Москва)
- Угорщина: «Уйпешт Дожа» (Будапешт)
- Фінляндія: ГІФК (Гельсінкі)
- Франція: «Сен-Жерве»
- ФРН: «Фюссен»
- Чехословаччина: «Дукла» (Їглава)
- Швейцарія: «Ла-Шо-де-Фон»
- Швеція: «Лександ»
- Югославія: «Акроні» (Єсеніце)

## Переможці міжнародних турнірів
- Кубок європейських чемпіонів: ЦСКА (Москва, СРСР)
- Турнір газети «Известия»: збірна СРСР
- Кубок Шпенглера: «Локомотив» (Москва, СРСР)
- Кубок Ахерна: «Юргорден» (Стокгольм, Швеція)
- Кубок Татр: ВЖКГ (Острава, Чехословаччина)
- Турнір газети «Советский спорт»: ЦСКА (Москва)

## Народились
- 2 січня — Роберт Швегла, словацький хокеїст.
- 15 січня — Адам Берт, американський хокеїст.
- 21 вересня — Кертіс Лещишин, канадський хокеїст.
- 25 жовтня — Йозеф Беранек, чеський хокеїст. Олімпійський чемпіон.
- 13 грудня — Сергій Федоров, радянський та російський хокеїст. Чемпіон світу та володар Кубка Стенлі.